# Marrossella
Marrossella és un masia situada al municipi de Pinell de Solsonès, a la comarca catalana del Solsonès.
Està situada a 869 m d'altitud.